# Yatma
Yatma, en arabe : يتما, est un village du gouvernorat de Naplouse en Palestine, situé à 15 km au sud de Naplouse, au centre de la Cisjordanie.
Selon le recensement du bureau central palestinien des statistiques, la localité compte une population de 3 363 habitants en 2017.